# 于一方
于一方（?—?），贵州玉屏人，清朝政治人物。舉人出身。
乾隆三十二年（1767年），接替沈松齡。擔任江蘇宜興縣知縣。后由章炯接任。曾于乾隆五十一年（1786年）接替罗士韦任嘉定县知县一职，1789年由李养抡接任。